# Бордесхольм
Бордесхольм (нем. Bordesholm) — община в Германии, в земле Шлезвиг-Гольштейн. 
Входит в состав района Рендсбург-Экернфёрде.  Население составляет 7360 человек (на 31 декабря 2010 года). Занимает площадь 10,16 км².